# Michele Purrello
Michele Purrello (San Giovanni Gemini, 7 luglio 1892 – Bardia, 3 gennaio 1941) è stato un bersagliere e insegnante italiano, medaglia d'oro al valor militare alla memoria.

## Biografia
Nel 1915 si diplomò in agraria presso Catania.
Visse a San Gregorio di Catania fino al 1935 e insegnò agraria a Catania, tenendo anche lezioni gratuite per gli agricoltori.

### Carriera militare
Dopo il diploma, prestò servizio militare come sottotenente. Partecipò alla prima guerra mondiale con il 10º reggimento dei bersaglieri dall'ottobre 1915 all'agosto 1919. Dopo il congedo, fu promosso tenente e dopo un anno capitano. Nell'ottobre 1935, si arruolò come volontario per la Guerra d'Etiopia. Negli scontri dell’Asgheb Tzelà del 21 gennaio 1936 rimase gravemente ferito, ma rimase sul posto di combattimento: gli fu conferita quindi la medaglia d'argento al valor militare. Promosso maggiore, gli fu affidata la direzione del XIX Battaglione Indigeni.
Fu ucciso negli scontri della Battaglia di Bardia il 3 gennaio 1941, e per il suo comportamento fu insignito della medaglia d'oro al valore militare alla memoria.
Nel 1965 gli fu intitolata la Scuola Media di San Gregorio di Catania.

Michele Purrello a cavallo

## Fonte
- Biografia di Michele Purrello, su purrello.it. URL consultato il 6 giugno 2013 (archiviato dall'url originale il 5 febbraio 2005).